# アル・コル/ラ・タシュネラ駅
アル・コル|ラ・タシュネラ駅（カタルーニャ語：Estació del Coll | la Teixonera、スペイン語：Estación de El Coll | La Teixonera）はスペインのカタルーニャ州バルセロナ県バルセロナグラシア区とオルタ・ギナルド区にある、バルセロナ地下鉄5号線の地下鉄駅。

## 歴史
長年近隣住民が設置を要望していた駅で、2010年7月30日に開業した。

## 駅構造

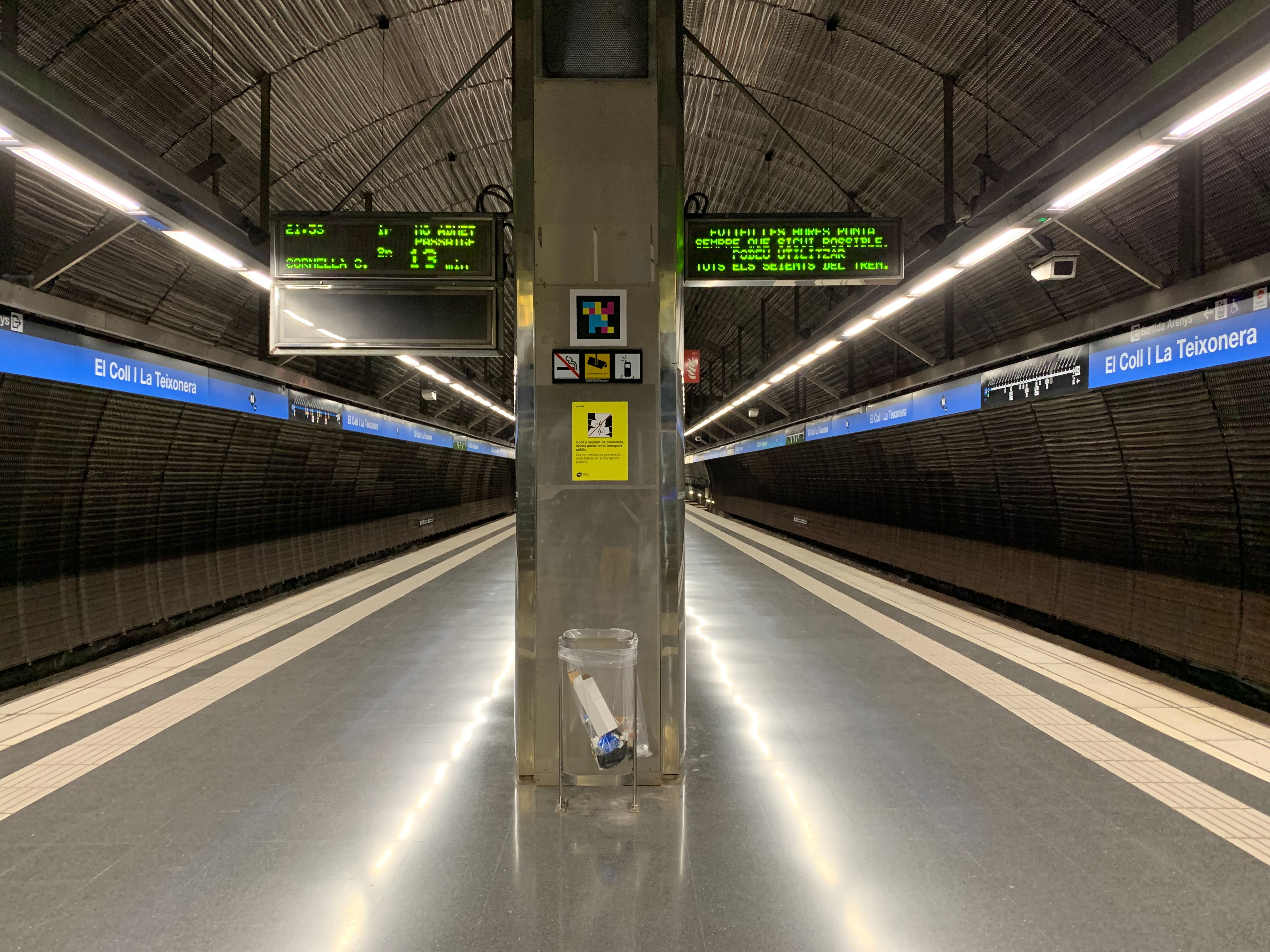
プラットホーム

島式ホーム1面2線の地下駅。ホームは地表から約74メートルにあり、バルセロナの地下鉄ネットワークで最も深い
出口は3ヶ所ある。特にコル地区にあるビート・アルマト通り（Carrer Beat Almató）出口からのプラットホームへのアクセスにはエレベーターと動く歩道を備えた100メートルの通路を経由することになる。

## 駅周辺
ビート・アルマト通り（Carrer Beat Almató）出口
- クレウェタ・デル・コイ公園（英語版、カタルーニャ語版、スペイン語版）

バテト通り（carrer Batet）出口
- スーパーマーケット・ボンエリア（Supermercado bonÀrea）
- カルメル公園（カタルーニャ語版、スペイン語版）

サン・クリスピ通り（Carrer Sant Crispí）出口
- CEM テイクソネラ - ヴァル・デ・ヘブロン

## 隣の駅
バルセロナ地下鉄
 5号線
アル・カルメル駅 - アル・コル|ラ・タシュネラ駅 - ヴァル・デブロン|サン・ジェニス駅